# Ptychostomella mediterranea
Ptychostomella mediterranea is een buikharige uit de familie Thaumastodermatidae. Het dier komt uit het geslacht Ptychostomella. Ptychostomella mediterranea werd in 1927 voor het eerst wetenschappelijk beschreven door Remane. 